# Tall Tutun
Tall Tutun – wieś w Syrii, w muhafazie Aleppo. W 2004 roku liczyła 1007 mieszkańców.